# Java-Kantschil
Der Java-Kantschil (Tragulus javanicus) ist eine Säugetierart aus der Familie der Hirschferkel (Tragulidae). Er gehört zu den kleinsten Huftieren der Welt und lebt in Wäldern auf der indonesischen Insel Java, eventuell auch auf Bali. Die Tiere sind vor allem in den gebirgigen Regionen Javas verbreitet. Neben ihrer geringen Körpergröße ist ihr gelblich braunes Fell charakteristisch. Anhand der Halsfärbung lassen sich zwei Formentypen unterscheiden, eine grauhalsige und eine rothalsige, die mitunter den Rang von Unterarten einnehmen. Die Lebensweise des Java-Kantschils ist nur ungenügend untersucht. Er ernährt sich von weicher Pflanzenkost und führt zur Paarungszeit Rivalenkämpfe durch. Die wissenschaftliche Einführung der Art datiert in das Jahr 1765. Im Laufe der Forschungsgeschichte vereinte sie aber verschiedene Formen der Hirschferkel Südostasiens. Ihre heutige Anerkennung mit Einschränkung auf die Insel Java geht auf das Jahr 2004 zurück. Über die Bestandsgefährdungen liegen keine Informationen vor, die Tiere werden aber häufig gejagt.

## Merkmale

### Habitus
Der Java-Kantschil gehört mit einer Kopf-Rumpf-Länge von 50 bis 53 cm, einer Schwanzlänge von 4 bis 6 cm und einem Gewicht von 1,7 bis 2,1 kg zu den kleinsten Paarhufern. Die Tiere besitzen ein gelblich braunes bis orange braunes Körperfell, das manchmal schwarz gesprenkelt ist. Der Kopf zeigt sich ähnlich gefärbt, weist aber über den Augen einzelne dunkle Streifen auf. Die Körperseiten sind hingegen gelblicher getönt, der Bauch ist weißlich und wird mitunter durch einen langschmalen orangefarbenen Streifen geteilt. Ebenso erscheinen die Beininnenseiten weißlich, die Beinaußenseiten sind hingegen rötlichbraun. Anhand der Färbung des Halses können zwei Formentypen unterschieden werden. Die eine kennzeichnet ein rötlich brauner bis orange brauner Hals, wobei sich am Nacken ein dunkler Streifen entlangzieht. Die andere wird durch einen grauen Hals charakterisiert. Die graue Färbung setzt kurz hinter den Ohren an und erstreckt sich teilweise bis auf die Schultern. Hervorgerufen wird sie durch dunkle Einzelhaare mit einem unterhalb der Spitze umlaufenden schmalen gelblich braunen Band, im Gegensatz zu den Haaren des Rückenfells, die nur an der Spitze dunkel sind, ansonsten einen weißlich gelben bis graubraunen Schaft besitzen. Bei der grauhalsigen Form fehlt der Nackenstreifen, jedoch zieht der dunkle Schopf manchmal nach hinten über den Nacken aus. Der Hinterfuß wird zwischen 10,4 und 10,6 cm lang.

### Schädel- und Gebissmerkmale
Der Schädel des Java-Kantschils ist durchschnittlich 8,8 cm lang und an den Jochbögen gut 4,2 cm beziehungsweise am Hirnschädel rund 3,1 cm breit. Die Höhe am Hinterhaupt beträgt etwa 2,7 cm. Im Vergleich zum Kleinkantschil (Tragulus kanchil) sind die Paukenblasen und der Hirnschädel schmaler, das Rostrum ist wiederum kürzer und der Unterkiefer länger sowie höher. Das Gebiss setzt sich wie bei allen Tragulus-Formen aus 34 Zähnen zusammen, die Zahnformel kann mit {\displaystyle {\frac {0.1.3.3}{3.1.3.3}}} angegeben werden. Typischerweise ist der obere Eckzahn vergrößert und wird im Mittel 1,6 cm lang. Die obere Zahnreihe erstreckt sich über eine Länge von 3,2 cm, die unter über 3,6 cm.

## Verbreitung und Lebensraum
Der Java-Kantschil lebt endemisch auf der zu Indonesien gehörenden Insel Java. Eindeutige Nachweise von der benachbarten Insel Bali fehlen bis jetzt, eine unbestätigte Sichtung stammt aus dem Nationalpark Bali Barat. Die Tiere bewohnen tropische Wälder und Feuchtgebiete im westlichen und zentralen Teil der Insel, kommen aber auch in einer geringeren Populationsdichte in den trockeneren Landschaften des östlichen Abschnitts vor. In der Regel nutzen sie dichte Untergrund- und Buschvegetation sowie Stände von Salakpalmen. Generell halten sie sich in der Nähe von Gewässern auf. Die Höhenverbreitung reicht vom Meeresspiegelniveau bis in höhere Gebirgslagen. Auf dem Dieng-Plateau ist der Java-Kantschil nur selten in Tieflandsbereichen von 400 bis 700 m anzutreffen, auch gibt es kaum Sichtungen oberhalb von 1500 m. Der höchste Nachweis stammt bisher vom Gede in rund 1600 m Höhe.

## Lebensweise

### Territorialverhalten
Die Lebensweise des Java-Kantschils ist nur ungenügend erforscht. Wahrscheinlich lebt er nachtaktiv. Tagsüber ruht er an schattigen und ruhigen Plätzen. Die Aktivität beginnt nach Beobachtungen an Tieren in Menschenhand gegen 16.00 oder 17.00 Uhr. Über die soziale Organisation und über Wanderungsbewegungen liegen keine Informationen vor.

### Ernährung
Wie bei anderen Hirschferkeln auch besteht die Nahrung des Java-Kantschils aus weicher Pflanzenkost. Nach Untersuchungen auf Nusa Kambangan vor der Südküste Javas ernährt er sich überwiegend von Früchten, Knospen und Blättern von 14 verschiedenen Pflanzenarten. Häufig verzehren die Tiere zu Boden gefallene Früchte, darunter auch Feigen. Zu den weiteren Nahrungspflanzen gehören Palmen wie Pinanga oder die Salakpalme, Wolfsmilchgewächse wie Homalanthus sowie Sapotengewächse wie Planchonella. Tiere in Gefangenschaft verschmähen Gräser und bevorzugen Schalen von Bananen und Jackfrüchten wie auch Überreste von Rambutan- und Mangostanefrüchten. Außerdem verzehren sie Blattstände von Nesselblättern und Prunkwinden, zusätzlich zudem solche von den Gattungen Leucaena und Manihot.

### Fortpflanzung
Der Java-Kantschil ist das ganze Jahr über fortpflanzungsfähig. Während der Paarungszeit kämpfen die Männchen um die Weibchen. Dabei umkreisen sie sich gegenseitig mit hochgezogenen Lippen und entblößten Zähnen. Zumeist versuchen sie sich von der Seite zu nähern und unter den Gegner zu gelangen. Als Waffen dienen die Eckzähne, mit denen sie stechen und schlitzen und dadurch die Bauchdecke verletzen können. Für Tiere in Gefangenschaft werden Kämpfe bis zum Tod berichtet. Das Weibchen beobachtet den Kampf in hockender Position. Der Geschlechtsakt findet unmittelbar nach dem Kampf statt. Teilweise tragen die Weibchen Blessuren davon, die durch die spitzen Hufe des Männchens beim Aufsitzen verursacht werden. Die Tragzeit dauert mehrere Monate. In der Regel kommt ein Junges zur Welt, das dunkelbraun gefärbt ist und einen kleinen Kopf sowie schlanke Gliedmaßen besitzt. Es kann kurz nach der Geburt bereits laufen und springen. Die Saugzeit beschränkt sich auf die Nacht, ist unregelmäßig und hält jeweils nur kurz an. Die Umstellung auf feste Pflanzennahrung erfolgt relativ schnell. Weder das Mutter- noch das Vatertier haben einen ausgebildeten Verteidigungstrieb für den Nachwuchs.

## Systematik
Der Java-Kantschil ist eine Art aus der Gattung Tragulus innerhalb der Familie der Hirschferkel (Tragulidae) sowie der Ordnung der Paarhufer (Artiodactyla). Den Hirschferkeln werden insgesamt drei Gattungen zugewiesen. Sie zählen zu den kleinsten Paarhufern. Innerhalb der Gruppe der Stirnwaffenträger (Pecora) nehmen sie eine basale Stellung ein, was auch genetisch belegbar ist. Besondere Merkmale der Hirschferkel finden sich in den fehlenden Stirnwaffen und in der Ausprägung des Tränengangs als einzelne, allerdings langgestreckte Öffnung am inneren Rand der Orbita. Die Gattung Tragulus fasst gemeinsam mit dem Java-Kantschil insgesamt sechs Arten zusammen. Deren Verbreitungsgebiet befindet sich in Südostasien und im südlichen Ostasien. Die bekanntesten Formen bilden der Großkantschil (Tragulus napu) und der Kleinkantschil (Tragulus kanchil). Alle Arten sind Bewohner dichter Wälder.

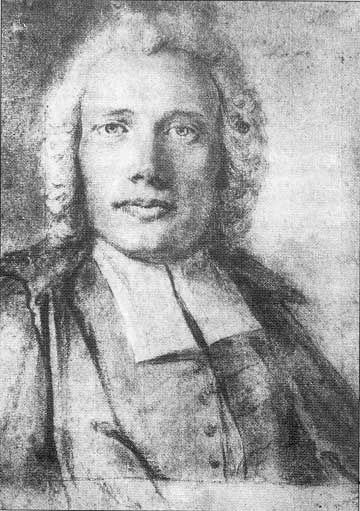
Pehr Osbeck

Als wissenschaftlicher Erstbeschreiber des Java-Kantschils gilt heute der schwedische Pfarrer Pehr Osbeck. In seinem 1765 auf Deutsch veröffentlichten Reisebericht über seine Expedition nach Ost- und Südostasien stellt er ausführlich das „Javanische Reh“ unter der Bezeichnung Cervus javanicus vor. Er beschreibt dabei die Zähne und vermerkt das fehlende Geweih sowie die geringe Größe. Als Sichtungsort gab er für den 19. Januar 1752 die Nieu Bay auf der Halbinsel Ujung Kulon im Südwesten von Java an. Osbeck erwähnt Cervus javanicus bereits 1757 in der schwedischen Version des Reiseberichtes. Zeitweise wurde daher auch dies als Erstbeschreibung der Art angegeben. Einige Wissenschaftler zweifelten in der Vergangenheit daran, dass Osbeck in seinen Schriften ein Hirschferkel darstellt und vermuteten, es handele sich um einen Muntjakhirsch. Daher wurde mitunter auch Johann Friedrich Gmelin als Erstbeschreiber angegeben. Dieser hatte ab 1788 eine erweiterte Ausgabe von Carl von Linnés Werk Systema Naturae herausgegeben und darin ein Tier namens Moschus javanicus erwähnt. Seine Angaben hierzu beruhten aber auf der Spicilegia zoologica von Peter Simon Pallas aus dem Jahr 1774. Hierin berichtet Pallas über ein namenloses Tier von Java, das außerordentlich klein war und der grauhalsigen Variante des Java-Kantschils entspricht. Gmelin erkannte darin später eine neue Tierart und kreierte die Bezeichnung Moschus javanicus. Er sah die Form damit in die Nähe der Moschustiere.
Die Stellung des Java-Kantschils als eigenständige Art wurde im Laufe der Forschungsgeschichte kaum angezweifelt, wechselte aber teilweise in der Bedeutung. Der Verweis zur Gattung Tragulus stammt von John Edward Gray aus dem Jahr 1843. Richard Lydekker vereinte dann 1915 zahlreiche Formen innerhalb des Java-Kantschils, die unter anderem den Großkantschil und den Balabac-Kantschil (Tragulus nigricans) einschlossen. Diese Gruppe setzte er vom Kleinkantschil ab. Lydekker nahm dabei eine Arbeit von J. Lewis Bonhote aus dem Jahr 1903 als Grundlage, die eine vergleichbare Aufgliederung auflistete. Zu einer ähnlichen Auffassung kam in den 1930er und 1940er Jahren Frederick Nutter Chasen, der in einer Serie von Artikeln über die Säugetierfauna Südostasiens alle bekannten Vertreter der Gattung Tragulus in den zwei bekanntesten Arten, dem Groß- und dem Kleinkantschil, zusammenführte. Hierbei setzte er den Java-Kantschil mit dem Großkantschil gleich. Erst Adriaan Cornelis Valentin van Bemmel merkte 1949 an, dass der Großkantschil nicht auf Java heimisch ist. Der Großkantschil wurde daraufhin wieder in Tragulus napu als nächsten verfügbaren Namen umbenannt, der Kleinkantschil erhielt aufgrund der Namenspriorität die Bezeichnung Tragulus javanicus.
Das Zweiartenkonzept für die Gattung Tragulus blieb im 20. Jahrhundert das favorisierte Gliederungsschema. Im Jahr 2004  führten Erik Meijaard und Colin P. Groves eine umfassende, auf morphometrischen und morphologischen Merkmalen basierende Studie an Schädeln der Hirschferkel durch. Sie kamen zu dem Schluss, dass sich die Gattung Tragulus in mehr als zwei Arten aufgliedern lässt. Daher beschränkten sie den Java-Kantschil auf die Insel Java und trennten den Kleinkantschil aus weiten Bereichen Südostasiens und einigen der Großen Sundainseln ab, ebenso wie sie zusätzlich den Thailand-Kantschil (Tragulus williamsoni) aushielten. Gleichzeitig fächerten sie den Großkantschil stärker auf und gliederten die so neu anerkannten Arten in eine Tragulus javanicus-Gruppe mit den kleineren Formen und in eine Tragulus napu-Gruppe mit den größeren Vertretern. Dieser Ansatz hat bis heute Bestand und fand sowohl Einzug in Band zwei des Standardwerkes Handbook of the Mammals of the World aus dem Jahr 2011, der vornehmlich Huftiere behandelt, als auch Berücksichtigung in der von Groves und Peter Grubb im gleichen Jahr vorgelegten neuen Taxonomie der Paarhufer.
Teilweise werden mehrere Unterarten des Java-Kantschils unterschieden. Im Jahr 1827 benannte Charles Hamilton Smith Moschus pelandoc, eine rothalsige Art, die er mit dem Großkantschil verglich. Gerrit S. Miller konnte diese Form rund 75 Jahre später nicht genau zuordnen, sah aber engere Beziehungen zum Kleinkantschil. Da er Tragulus javanicus gleichzeitig mit dem Großkantschil in Verbindung brachte, prägte er daher für die javanischen Tiere die neue Bezeichnung Tragulus focalinus. Spätere Autoren verwiesen aufgrund des grauen Halses auf Übereinstimmungen mit der von Osbeck und Gmelin definierten Form und synonymisierten Tragulus focalinus mit dieser. Nach der Begutachtung von zahlreichen Individuen des Java-Kantschils aus dem Berliner Naturkundemuseum stellte Ludek J. Dobroruka 1967 fünf Exemplare vor, die sich durch einen rötlichen Hals auszeichneten. Sie stammten aus der Umgebung von Cirebon an der Nordküste Javas. Der deutliche Unterschied zu den übrigen Vertretern des Java-Kantschils veranlasste Dobroruka Hamilton Smith’ Bezeichnung Tragulus pelandoc zu restaurieren, dieser aber den Status einer Unterart zuzuweisen. Bis heute ist die Frage nach der systematischen Gliederung des Java-Kantschils ungeklärt.  Die bereits erwähnten morphologisch-morphometrischen Analysen aus dem Jahr 2004 erbrachten eine deutliche Gliederung in zwei Formentypen. Allerdings ist es nicht möglich, diese mit den beschriebenen Unterarten in Verbindung zu bringen, da das jeweilige Typusmaterial nicht einbezogen war. Die Diskrepanz zwischen den beiden Formentypen ist aber so groß, dass sie möglicherweise auf Artniveau voneinander zu trennen sind.

## Bedrohung und Schutz
Durch menschliche Einflüsse wie Lebensraumzerstörung und Jagd als Nahrungsressource oder Verkauf als Haustiere wurde der Bestand des Java-Kantschils stark reduziert. Ersichtlich wird dies unter anderem am Rückgang der Sichtungen zwischen den 1970er und 1990er Jahren. Die Tiere sind anfällig für die menschliche Jagd in der Nacht, da sie bei Taschenlampen- oder Scheinwerferlicht erstarren. Es werden regelmäßig Individuen tot oder lebend auf den Märkten verschiedener Städte Javas gehandelt. Die IUCN listet den Java-Kantschil in der Kategorie „ungenügende Datenlage“ (data deficient). Diese Einschätzung berücksichtigt, dass über die Lebensweise der Tiere nur wenige Informationen vorliegen. Zurückzuführen ist dieser Umstand auf die bisher geringe Beachtung der kleinen Paarhufer bei wissenschaftlichen Felduntersuchungen. Dadurch lassen sich auch kaum Aussagen treffen, wie die einzelnen Bedrohungen auf den Bestand einwirken. Ein weiterer wichtiger Punkt besteht in der unklaren Taxonomie des Java-Kantschils und der damit verbundenen Frage, wie viele Arten auf Java auftreten. Die Tiere sind in mehreren Naturschutzgebieten präsent, unter anderem im Nationalpark Gunung Gede-Pangrango.